# Seszele na Mistrzostwach Świata w Lekkoatletyce 2015
Seszele na Mistrzostwach Świata w Lekkoatletyce 2015 – reprezentacja Seszeli podczas Mistrzostw Świata w Pekinie liczyła 1 zawodniczkę, która nie zdobyła medalu.

## Występy reprezentantów Seszeli
| Konkurencja       | Zawodnik      | Eliminacje | Eliminacje | Finał    | Finał   |
| Konkurencja       | Zawodnik      | Rezultat   | Pozycja    | Rezultat | Pozycja |
| ----------------- | ------------- | ---------- | ---------- | -------- | ------- |
| Skok wzwyż kobiet | Lissa Labiche | 1,89       | 21.        | NQ       | NQ      |